# Gmina Bath (Iowa)

Położenie Gminy Bath w hrabstwie Cerro Gordo

Gmina Bath (ang. Bath Township) – gmina w USA, w stanie Iowa, w hrabstwie Cerro Gordo. Według danych z 2000 roku gmina miała 337 mieszkańców, a jej powierzchnia wynosi 94,8 km².